# Велегезиты
Велегезиты (Белегезиты; (греч. Βελεγεζίται) — славянское племя, которое жило на юге Балканского полуострова в средневековье.
Впервые велегезиты вместе с другими славянскими объединениями упоминаются византийцами в 616 году в связи с осадой Салоников. Согласно тексту «Чудес Святого Дмитрия», славяне были направлены против Византии аварами. Велегезиты и их союзники сделали лодки-моноксилы и на них разорили побережье Греции и острова Эгейского моря и только потом начали осаду города. Славян возглавлял вождь Хатун или Хацон (Χατουν), происхождение которого неизвестно. Однако осада закончилась безуспешно, а сам вождь попал в плен.
Позже упоминались как обитатели Фессалии.